# 학살된 유럽 유대인을 위한 기념물

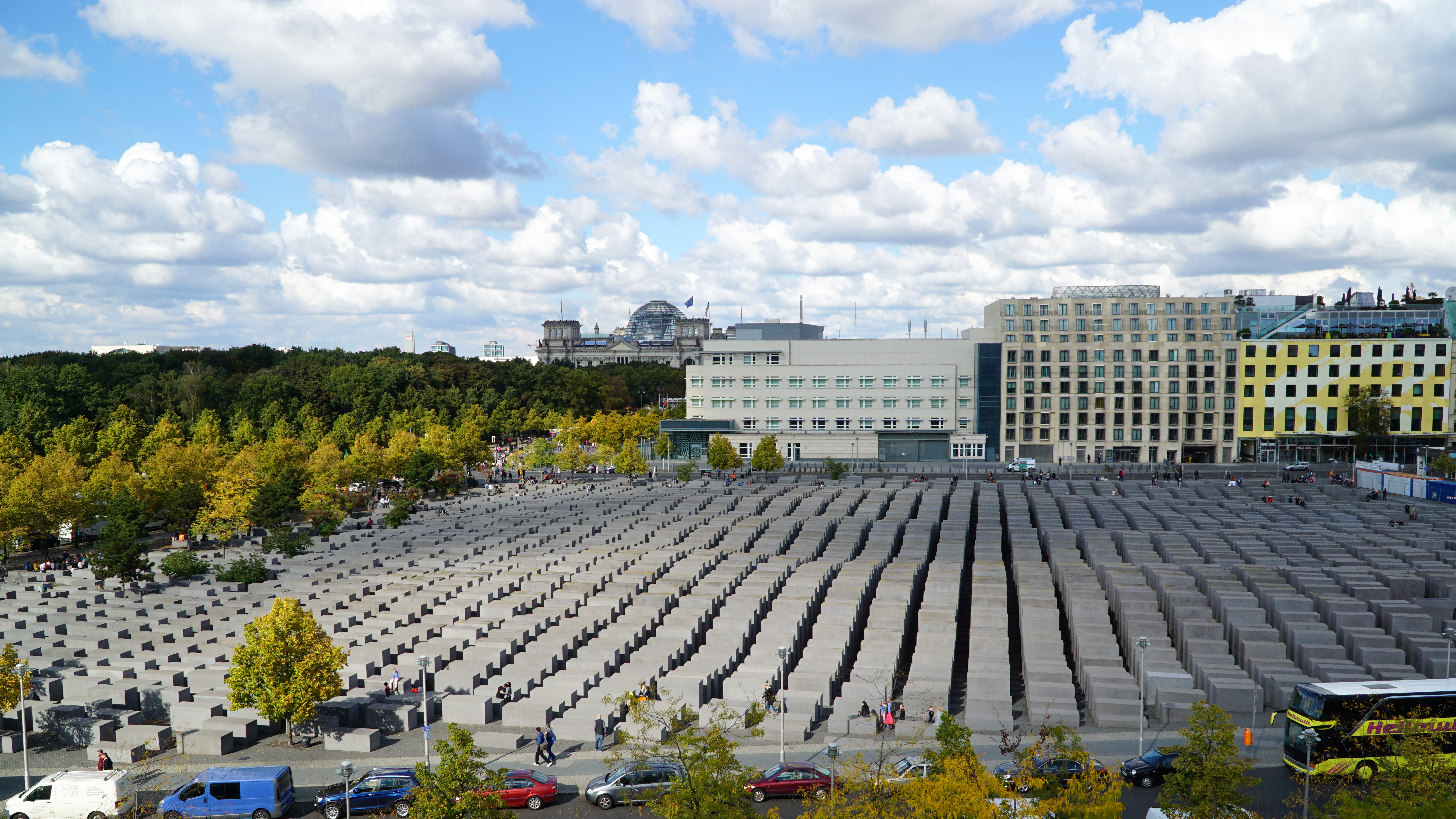
남쪽에서 본 기념관 전경

학살된 유럽 유대인을 위한 기념물(독일어: Denkmal für die ermordeten Juden Europas)은 2005년 5월 12일, 베를린의 브란덴부르크 문 남쪽에 개설된 홀로코스트로 살해된 유대인 희생자를 위한 추모비이다. 1만 9073m2의 부지에 콘크리트 비석 2,711개가 격자 모양으로 늘어서 있다. 두께 0.95m, 너비 2.38m의 블록을 다양한 높이로 세워져 있다. 설계한 것은 미국의 건축가 피터 아이젠먼이다.
지하에는 홀로코스트에 관한 정보 센터가 있어, 이스라엘의 야드바솀이 제공한 홀로코스트 희생자의 이름이나 자료 등이 전시되어 있다.

## 같이 보기
- 미국 홀로코스트 기념관